# Adela van Pfalzel
De heilige Adela (rond 660 – Pfalzel, 24 december 734) was een dochter van de seneschalk Hugobert en de H. Irmina van Oeren, alsook de zus van de heilige Plectrudis, echtgenote van Pepijn van Herstal.
Adela werd jong weduwe en leefde nadien voor het gebed en de naastenliefde. Vermoedelijk is het de weduwe Adela die met haar zoon, de vader van de H. Gregorius van Utrecht, in een paleis in Nijvel woonde, een paleis dat zij van haar zwager, Pepijn van Herstal, had gekregen. In 690 stichtte zij in de buurt van Trier het klooster van Pfalzel, waarvan zij de eerste abdis werd. Haar feestdag is op 24 december.
In tegenstelling tot wat wordt beweerd, was zij geen dochter van koning Dagobert I of Dagobert II.